# 德士古盃
德士古盃（Texaco Cup）是一項為英國及愛爾蘭未能晉身歐洲比賽的球隊而設立的足球錦標賽。愛爾蘭的球隊因政治壓力在1973-74年退出比賽，德士古特別為愛爾蘭的球隊設立另一個德士古盃，共舉行了兩屆（1974年及1975年）。隨著德士古的贊助在1975年屆滿，這項錦標賽更名為英蘇盃供英格蘭及蘇格蘭的球隊繼續角逐。

## 歷屆冠軍
除1973-74年外，決賽分主客兩回合，下列為累計比數
| 年度   | 冠軍   | 比數 | 亞軍     |
| ------ | ------ | ---- | -------- |
| 1971年 | 狼隊   | 4-1  | 蘇格蘭   |
| 1972年 | 英格兰 | 2-1  | 艾迪爾人 |
| 1973年 | 英格兰 | 4-2  | 英格兰   |
| 1974年 | 英格兰 | 2-1  | 英格兰   |
| 1975年 | 英格兰 | 3-1  | 英格兰   |

### 愛爾蘭冠軍
| 年度   | 冠軍     | 比數 | 亞軍   |
| ------ | -------- | ---- | ------ |
| 1974年 | 波達丹   | 5-3  | 爱尔兰 |
| 1975年 | 屈達福聯 | 1-0  | 連菲特 |

## 外部連結
- RSSSF網站德士古杯賽果 （页面存档备份，存于）